# Comuna Stratîn, Rohatîn
Stratîn (în ucraineană Стратин) este o comună în raionul Rohatîn, regiunea Ivano-Frankivsk, Ucraina, formată din satele Pohrebivka și Stratîn (reședința).

## Demografie
Componența lingvistică a comunei Stratîn
     Ucraineană (99,69%)
     Alte limbi (0,31%)
Conform recensământului din 2001, majoritatea populației comunei Stratîn era vorbitoare de ucraineană (99,69%), existând în minoritate și vorbitori de alte limbi.